# Nesospiza questi
El yal de la Nightingale (Nesospiza questi) es una especie de ave paseriforme de la familia Thraupidae, perteneciente al género Nesospiza. Es endémico de la Isla Nightingale (o Isla del Ruiseñor) en el archipiélago Tristán de Acuña en el Atlántico Sur, que pertenece políticamente al territorio británico de ultramar de Santa Elena, Ascensión y Tristán de Acuña.

## Hábitat
Esta especie es abundante en la isla Nightingale y en los islotes adyacentes, desde los acantilados rocosos costeros hasta los picos más altos, pero es más abundante en los pastizales tussok y en áreas dominadas por Scirpus en el centro de la isla. Se conoce muy poco sobre su reproducción, pero ocurre entre noviembre y enero y el nido es en forma de copa abierta construida cerca del suelo en montones densos de pastizales. Su dieta consiste principalmente de semillas y bayas, y también algunos invertebrados.

## Estado de conservación
El yal de la Nightingale ha sido calificado como vulnerable por la Unión Internacional para la Conservación de la Naturaleza (IUCN); aunque la población de la especie es abundante, estimada en 9 000 individuos maduros, dentro de su área extremadamente pequeña, y no se piense que esté en decadencia, la llegada potencial de especies invasoras a la isla podría llevarla a un declinio extremamente rápido, de tal forma que podría volverse críticamente amenazada o hasta extinta en un corto período de tiempo (como ya ocurrió con Nesospiza acunhae en la isla principal de Tristán de Acuña a fines del siglo XIX).

## Sistemática

### Descripción original
La especie N. questi fue descrita por primera vez por el ornitólogo británico Percy Lowe en 1923 bajo el nombre científico de subespecie Nesospiza acunhae questi; su localidad tipo es: «Isla Nightingale, grupo Tristán de Acuña».

### Etimología
El nombre genérico femenino Nesospiza se compone de las palabras del griego «nēsos»: que significa «isla» y «σπιζα spiza» que es el nombre común del pinzón vulgar; y el nombre de la especie questi homenajea al navío explorador Quest de la Expedición Shackleton-Rowett a la Antártida en 1920–1922.